# Carmo do Paranaíba (ort)
Carmo do Paranaíba är en ort i Brasilien.   Den ligger i kommunen Carmo do Paranaíba och delstaten Minas Gerais, i den sydöstra delen av landet, 400 km söder om huvudstaden Brasília. Carmo do Paranaíba ligger 1 069 meter över havet och antalet invånare är 26 537.
Terrängen runt Carmo do Paranaíba är platt österut, men västerut är den kuperad.
Omgivningarna runt Carmo do Paranaíba är huvudsakligen savann. Runt Carmo do Paranaíba är det glesbefolkat, med 16 invånare per kvadratkilometer.